# Night of the Stormrider
Night of the Stormrider – drugi album zespołu Iced Earth. Został wydany w 1991 roku nakładem wytwórni Century Media Records. Album jest concept albumem, opowiadającym o człowieku oszukanym przez religię.

## Lista utworów
1. "Angels Holocaust" – 4:52
2. "Stormrider" – 4:47
3. "The Path I Choose" – 5:52
4. "Before the Vision" – 1:35
5. "Mystical End" – 4:44
6. "Desert Rain" – 6:56
7. "Pure Evil" – 6:33
8. "Reaching the End" – 1:11
9. "Travel in Stygian" – 9:31